# Veščica, Razkrižje
Veščica (madžarsko Végfalva) je obcestna vas v Občini Razkrižje, ki meji na vasi Razkrižje, Kopriva, Šprinc, Globoka, Stročja vas, Pristava in na naselji Štrigova in Banfi, ki ležita v sosednji Hrvaški. Skozi Veščico teče reka Ščavnica, ki jo domačini imenujejo Mürica. 
V okolici vasi se razprostirajo poljedelske površine, ki se raztezajo od Stročje vasi in Pristave do Razkrižja. En del naselja se razteza preko državne meje do kraja Štrigova. Ta del se imenuje Veščički vrh. Veščica je sedaj največje naselje v občini Razkrižje.

## Zgodovina
Veščica je nastala 18. stoletju. Pred tem so ljudje živeli večinoma na višjih predelih, ker je bilo v nižini mokriščno območje, ki ga je od časa do časa zalila Mura, zato ni bilo primerno za stalno naselitev. Šele po drugi svetovni vojni, ko so bili narejeni nasipi za zaščito pred Muro in je bila opravljena regulacija toka reke Ščavnice, se je vas razširila na današnje območje.

## Podnebje
Povprečna januarska temperatura kraja je -0.9 °C, povprečna julijska pa 20 °C. Na leto pade povprečno 920mm padavin.

## Znane osebnosti
- v vasi se je rodil Jožef Čarič, prekmursko-slovenski duhovnik in politik.